# Fernmeldetruppe EloKa

Militärisches Symbol

Die Fernmeldetruppe EloKa ist eine Truppengattung der Bundeswehr, die für die elektronische Kampfführung (EloKa) zuständig ist. Als Teil des Kommando Cyber- und Informationsraum stellen die Bataillone Elektronische Kampfführung allen militärischen Organisationsbereichen der Bundeswehr EloKa-Fähigkeiten zur Verfügung.

## Unterstellung und Geschichte
Im Zuge der Neuausrichtung der Bundeswehr wurde 2000 die Streitkräftebasis geschaffen. Ihr wurden die bis dato getrennten EloKa-Einheiten von Heer, Luftwaffe und Marine dem Kommando Strategische Aufklärung in Grafschaft unterstellt. Zu ihm gehörten auch die Fernmelderegimenter des Heeres, aus denen jeweils die EloKa-Bataillone in den drei Korps hervorgegangen sind (das EloKa-Bataillon 922 in Donauwörth war früher das Fernmeldebataillon 220, später Fernmelderegiment 220). Aus dem Fernmelderegiment 320 ging das Bataillon EloKa 932 in Frankenberg hervor.
Bis zur Neuausrichtung waren jeder Division eine EloKa-Kompanie, jedem Korps ein EloKa-Bataillon unterstellt; so stellten sie sicher, dass im Einsatzraum der Fernmeldeverkehr beim Gegner überwacht oder gestört werden konnte. Zurück gehen die Aufgaben der EloKa-Truppe auf die Horchkompanien der Nachrichtentruppe der Wehrmacht.
Im Rahmen der Neugliederung der militärischen Organisationsbereiche wurde das Kommando Strategische Aufklärung und die ihm unterstellten Verbände zum 1. Juli 2017 aus der Streitkräftebasis herausgelöst und dem Kommando CIR unterstellt.

## Auftrag und Organisation

### Mobile Verbände
Die Aufgaben von mobilen EloKa-Verbänden lassen sich in drei Bereiche gliedern:

#### Aufklären (EloUM)
Mittels hochempfindlicher Empfangsgeräte werden durch geeignete Messverfahren feindliche Funkabstrahlungen erfasst, aufgezeichnet und ausgewertet sowie deren Quelle ermittelt, um daraus abgeleitet geeignete Gegenmaßnahmen einleiten zu können (z. B. Luftwaffeneinsatz, Artillerie-Schlag). Die so gewonnenen Informationen können über Stärke, Position und Pläne des Gegners Aufschluss geben.

#### Stören (EloGM)
Durch das Stören der Signale des Gegners wird dieser in seiner Handlungsfähigkeit eingeschränkt. Stören umfasst einen weiten Bereich, der von Falschzieldarstellung über Geräteausfallsimulation beim Gegner bis zum Übersteuern dessen Prozessdatenverarbeitung reichen kann. Deshalb gewinnt der elektronische Kampf entscheidende Bedeutung in kommenden Kriegsszenarien.

#### Schutz eigener Kommunikation (EloSM)
Das Aufgabenspektrum des elektronischen Kampfes umfasst auch Maßnahmen, feindliche EloKa-Verbände davon abzuhalten, die eigenen Ausstrahlungen zu erfassen oder zu stören. Diese Aufgabe gehört zwar zur EloKa, ist aber Aufgabe aller Truppengattungen.

### Stationäre Verbände
Ortsfeste EloKa-Verbände in allen drei Teilstreitkräften betreiben Fernmelde- und elektronische Aufklärung in der Regel über Distanzen im mindestens dreistelligen Kilometerbereich.
Die Gesamtheit dieser Aufgaben wird als elektronischer Kampf (in der Bundeswehr) oder elektronische Kriegsführung (englisch electronic warfare) bezeichnet. Da ihr Auftrag die EloKa-Truppen quasi zu einem militärischen Nachrichtendienst macht, werden sie in den USA auch als signal intelligence (SIGINT) bezeichnet.

### Mögliche künftige Aufgaben
In der Zukunft wird auch der Bereich der Optronik zu den Aufgaben der Fernmeldetruppe EloKa gehören. Dies umfasst zum Beispiel die 3D-Laser-Darstellung (Target Designation) von Zielen, die vor allem in den USA vorangeschritten ist. Target Designation wird beispielsweise dazu benutzt, scheinbare Ziele zu projizieren und damit feindlicher Sensorik falsche Ziele oder Ziele in falscher Menge vorzugeben. Gegnerische Aufklärung und Waffenwirkung können dadurch reduziert werden. Ebenso wird umgekehrt an der Aufklärung von Laser-Signalen gearbeitet.

## Stützpunkte
Die Bundeswehr war in drei Fernmeldebereiche untergliedert, die direkt dem Kommando Strategische Aufklärung unterstellt waren.
| Fernmeldebereich                                    | Ortsfester Stützpunkt                                                             | Mobiles Bataillon                                       |
| --------------------------------------------------- | --------------------------------------------------------------------------------- | ------------------------------------------------------- |
| FmBer 91 (Flensburg, aufgelöst)                     | FmAufklAbschn 911 (Stadum) (wird EloKaBtl 911)                                    | EloKaBtl 912 (Clausewitz-Kaserne, Nienburg a. d. Weser) |
| FmBer 92 (ehem. FmBer 70, Trier, aufgelöst)         | FmAufklAbschn 921 (Berlin-Gatow) aufgelöst                                        | EloKaBtl 922 (Donauwörth) (aufgelöst)                   |
| FmBer 93 (ehem. FmEloAufklBrig 94; Daun, aufgelöst) | Fernmeldeaufklärungsabschnitt 931 (ehem. FmAufklRgt 940; Daun; wird EloKaBtl 931) | EloKaBtl 932 (Frankenberg (Eder))                       |